# Jack Sharkey (Schriftsteller)
Jack Sharkey (eigentlich John Michael Sharkey; geboren am 6. Mai 1931 in Chicago, Illinois; gestorben am 28. September 1992 in Laguna Hills, Kalifornien) war ein amerikanischer Schriftsteller, bekannt als Autor von Science-Fiction und Bühnenstücken.

## Leben
Sharkey war der Sohn von Patrick Sharkey und von Mary Sharkey, geborene Luckey. Er studierte Englisch am Saint Mary’s College in Winona, Minnesota, wo er 1953 mit dem Bachelor abschloss. Von 1955 bis 1956 diente er in der US Army. 1962 heiratete er Patricia Walsh, mit der zusammen er drei Töchter und einen Sohn hatte. Von 1963 bis 1964 war er Redaktionsassistent beim Playboy und von 1964 bis 1975 Redakteur der Zeitschrift Good Hands der Allstate Insurance Corporation in Northbrook, Illinois. 1967 wurde er mit dem American Association of Industrial Editors Prize ausgezeichnet.
Seine erste Science-Fiction-Erzählung hatte Sharkey mit The Captain of His Soul 1959 in dem Magazin Fantastic veröffentlicht. In den folgenden Jahren bis 1965 erschienen über 60 Kurzgeschichten und 7 Romane. Seine Science-Fiction war, wie ihm die Encycopedia of Science Fiction bescheinigt, von Ausnahmen wie der Dystopie Ultimatum in 2050 A.D. (1963, deutsch als Revolution um die Zukunft) abgesehen, vergnüglich zu lesen und oft humorvoll, wie zum Beispiel der Fantasyroman It’s Magic, You Dope! (1962). Ab 1965 wurde Sharkney ein produktiver Theaterautor. 1984 erhielt er den Inland Theatre League Award. Als Theaterautor verwendete er auch die Pseudonyme Rick Abbot, Mark Chandler, Monk Ferris und Mike Johnson.
1992 ist Sharkey im Alter von 61 Jahren gestorben.

## Bibliografie
Sind bei den Originalausgaben zwei Erscheinungsjahre angegeben, so ist das erste das des Erstdrucks und das zweite das der Erstausgabe (als Buch).
Contact / Jerry Norcriss (Kurzgeschichtenserie)
- Arcturus Times Three (1961)
- Big Baby (1962)
- A Matter of Protocol (1962)
- The Creature Inside (1963)
- The Colony That Failed (1964)

Romane
- Murder, Maestro, Please (1960)
  - Deutsch: Mord und Musik : Kriminalroman. Übersetzt von Friedrich A. Sommer. Signum Taschenbücher #149, 1963.
- The Secret Martians (1960)
  - Deutsch: Die 15 Geiseln. Pabel (Utopia Zukunftsroman #355), 1962.
- Death for Auld Lang Syne (1963)
- Ultimatum in 2050 A.D. (1963, 1965, auch als The Programmed People, 2010)
  - Deutsch: Revolution um die Zukunft. Pabel (Utopia Zukunftsroman #547), 1967.
- The Addams Family (1965)
- It’s Magic, You Dope! (1962, 2009)
- The Crispin Affair (1960, 2012)

Kurzgeschichten
- The Captain of His Soul (1959)
- The Obvious Solution (1959)
- The Arm of Enmord (1959)
- Queen of the Green Sun (1959)
- Bedside Monster (1959)
- The Kink-Remover (1959)
- Dolce Al Fine (1959)
- Let X = Alligator (1959)
- The Blackbird (1959)
- Ship Ahoy! (1959)
- Minor Detail (1959)
- Multum in Parvo (1959)
- The Man Who Was Pale (1959)
- To Each His Own (1960)
- Multum in Parvo Rides Again (1960)
- Old Friends Are the Best (1960)
- Doomsday Army (1960)
- The Dope On Mars (1960)
- The Business, As Usual (1960)
- The Final Ingredient (1960)
  - Deutsch: Hexen-Einmaleins. In: Helmuth W. Mommers & Arnulf D. Krauß (Hrsg.): 21 Grusel Stories. Heyne (Heyne-Anthologien, Bd. 21), 1967.
- Squeeze (1960)
- Status Quaint (1960)
- According to Plan (1961)
- The Contact Point (1961)
- A Thread in Time (1961)
- Night Caller (1961)
- Are You Now or Have You Ever Been? (1961)
- The Flying Tuskers of K’niik-K’naak (1961)
- No Harm Done (1961)
- One Small Drawback (1961)
- Conversation with a Bug (1961)
- Robotum Delenda Est! (1962)
- Double or Nothing (1962)
- Behind the Door (1962)
- The Leech (1963)
- The Smart Ones (1963)
- The Trouble With Tweenity (1963)
- Collector’s Item (1963)
  - Deutsch: Der letzte Beweis. In: Charlotte Winheller (Hrsg.): Die Überlebenden. Heyne (Heyne Allgemeine Reihe #272), 1964.
- The After Time (1963)
- The Aftertime (1963)
- The Awakening (1964)
  - Deutsch: Das Erwachen. In: Walter Ernsting (Hrsg.): 9 Science Fiction-Stories. Heyne (Heyne-Anthologien #14), 1965.
- The Orginorg Way (1964)
- Survival of the Fittest (1964)
  - Deutsch: Am Ende aller Träume. In: Charlotte Winheller (Hrsg.): Die Kristallwelt. Heyne (Heyne SF&F #3027), 1964.
- At the Feelies (1964)
- Illusion (1964)
- The Twerlik (1964)
- Trade-In (1964)
  - Deutsch: Die Dämonin. In: Walter Ernsting (Hrsg.): Wanderer durch Zeit und Raum. Heyne (Heyne SF&F #3031), 1964.
- The Venus Charm (1964)
- Weetl (1964)
- Footnote to an Old Story (1964)
- Hear and Obey (1964)
- The Grooves (1964)
- Breakthrough (1964)
  - Deutsch: Die Maschine mit Humor. In: Wulf H. Bergner (Hrsg.): Grenzgänger zwischen den Welten. Heyne (Heyne SF&F #3089), 1967.
- The Pool (1964)
- The Seminarian (1964)
- Blue Boy (1965)
- Essentials Only (1965)
- Look Out Below (1965)
- Trouble with Hyperspace (1965)
- The Glorious Fourth (1965)
- Life Cycle (1970)
- Rate of Exchange (1971)
- The Phantom Ship (1985)
- Cinderella Meets the Wolfman!: A Howlingly Funny Musical Spoof (1988, mit Tim Kelly)

Theaterstücke
- Here Lies Jeremy Troy (1965)
- M is for Million (1971)
- How Green Was My Brownie (1972)
- Kiss or Make Up (1972)
- Meanwhile, Back on the Couch (1973)
- A Gentleman and a Scoundrel (1973)
- Roomies (1974)
- Spinoff (1974)
- Who’s on First? (1975)
- What a Spoil (1975, mit  Dave Reiser)
- Saving Grace (1976)
- Take a Number, Darling (1976)
- The Creature Creeps! (1977)
- Dream Lover (1977)
- Hope for the Best (1977, mit  Dave Reiser)
- Rich Is Better (1977)
- The Murder Room (1977)
- Pushover (1977, mit Ken Easton)
- Once Is Enough (1977)
- The Clone People (als Mike Johnson) (1978)
- Missing Link (1978)
- Turnabout (1978, mit Ken Easton)
- Not the Count of Monte Cristo? (1978, mit  Dave Reiser)
- Turkey in the Straw (1979)
- Operetta! (1979, mit  Dave Reiser)
- My Son the Astronaut (1980)
- Par for the Corpse (1980)
- Honestly Now (1981)
- The Return of the Maniac (1981, als Mike Johnson)
- Slow Down, Sweet Chariot (1982, mit  Dave Reiser)
- Woman Overboard (1982, mit  Dave Reiser)
- Your Flake or Mine? (1982)
- The Picture of Dorian Gray, from the novel by Oscar Wilde (1982)
- The Saloonkeeper’s Daughter (1982, mit  Dave Reiser)
- The Second Lady (1983)
- And on the Sixth Day (1984, mit  Dave Reiser)
- Dracula, the Musical? : Book, Music, and Lyrics (1984, als Rick Abbot)
- The Bride of Brackenloch! (1987, als Rick Abbot)